# Grupo Datora
O Grupo Datora é formado por empresas brasileiras de telecomunicações e tecnologia que oferecem diversos serviços relacionados à comunicação, conectividade e tecnologia da informação. Fundada em 1993, o Grupo é composto por duas companhias com foco em telecomunicações: a Datora Telecom e a Datora Mobile (Arqia). Sua atuação abrange tanto o mercado brasileiro quanto o internacional e é focado em oferecer soluções em telecomunicações, internet das coisas (IoT), redes móveis, serviços de voz, dados, entre outros.
O Grupo é reconhecido como o pioneiro na prestação de serviços VoIP na América Latina e a primeira operadora de rede móvel virtual (MVNO) do Brasil.
Atualmente está presente em todo o Brasil e na Espanha, Estados Unidos, Guatemala, Argentina, Colômbia, França, Suécia e Israel.

## História

### Datora Telecom e o fornecimento de VoIP na América Latina
Fundado na cidade de São Paulo, o Grupo foi formado a partir das sílabas iniciais dos nomes de seus fundadores: os irmãos Daniel, Tomas e Raul Fuchs. Inicialmente, a Datora se estabeleceu como uma escola de computação e em 1995 migrou para o setor atacadista de suplementos para informática que permitiu o estreitamento de laços dos sócios com o mercado internacional.
Em 1996, durante participação em uma feira de informática em Las Vegas, os sócios tiveram o seu primeiro contato com tecnologia de transmissão de voz por pacotes (VoIP - voz sobre IP), despertando o interesse em trazer essa tecnologia para o Brasil. Ainda naquele ano, redirecionaram o foco para a prestação de serviços de telecomunicações. No entanto, devido ao fato da internet ser algo recente no Brasil e não possuir qualidade suficiente para serviços de voz na época, a Datora inicialmente atuou como consultora para empresas estrangeiras que já ofereciam VoIP, tornando-se pioneira no uso dessa tecnologia na América Latina.
Diante do novo contexto de mercado, em 1997 a Datora deu origem à sua primeira subdivisão, a Datora Telecom.
Foi em 2001 que a Datora passou a atender as demandas de transmissão de voz das grandes operadoras de telecomunicações nacionais, tendo a Embratel como seu primeiro grande cliente nesse segmento.
Em 2005, o Grupo expandiu seus serviços de VoIP para o mercado doméstico brasileiro, por meio da aquisição da Sermatel, uma operadora telefonia local, proporcionando que a Datora obtivesse também uma autorização de Longa Distância Nacional e Internacional.

### Arqia e os primeiros MVNOs nacionais
A Arqia, unidade de tecnologia móvel do Grupo Datora, foi fundada em 2011 e criada exclusivamente para atender ao mercado de IoT, bem como ser uma plataforma facilitadora para a entrada de empresas de qualquer segmento no mercado de serviços móveis e soluções de valor agregado através do modelo MVNO (operadora móvel virtual credenciada). O Grupo foi a primeira empresa a obter  as duas primeiras autorizações nacionais para estabelecer operadoras de rede móvel virtual no Brasil. Isso possibilitou a exploração dos segmentos de machine to machine (M2M) e de internet das coisas (IoT). A partir dessas licenças, surgiram a Porto Seguro Conecta e a Datora Mobile, ambas usuárias da rede TIM Brasil.
A primeira delas resultou de uma sociedade entre a Datora e o grupo segurador de mesmo nome. Através dessa sociedade, a Porto Seguro passou a oferecer serviços de voz e dados para os seus clientes. O grupo Datora assumiu a responsabilidade pela operação, gestão de tráfego, faturamento e acordos de interconexão da operadora virtual até meados de 2015, onde a sociedade foi desfeita.
Em 2012 houve a cisão do Grupo Datora em duas empresas, a Datora Telecom e a Datora Mobile, proporcionando maior foco nos seguimentos de STFC da primeira e SMP (MVNO) da segunda, sendo que esta tem principal foco em soluções de conectividade M2M e IOT.
No ano seguinte, em 2013, a Datora Mobile estabeleceu uma parceria estratégica com a britânica Vodafone para fortalecer as soluções de conectividade Machine to Machine (M2M) e Internet das Coisas (IoT) no Brasil, representando a Vodafone no Brasil, de forma a atender os clientes globais desta, que necessitam de conectividade no território brasileiro, passando a denominar Vodafone Brasil.
Conforme aprovação da Anatel, em junho de 2016, a Codemge (Companhia de Desenvolvimento de Minas Gerais) tornou-se acionista minoritária da Datora Participações,  alterando a sua sede para a Cidade de Nova Lima, na região metropolitana de Belo Horizonte, em Minas Gerais.
Em 2018, a Datora Mobile passou por um rebranding tornando-se a Arqia, que ampliou o seu papel como ativadora de rede virtual móvel (MVNE) para provedores de internet no Brasil que desejavam adicionar serviços de telefonia móvel aos seus portfólios. O primeiro provedor de internet credenciado no Brasil como MVNO da Arqia foi o Fonelight, em janeiro de 2020.

## Operações
Por meio de suas plataformas operacionais no formato Communication Platform as a Service (CPaaS), o Grupo Datora atua em quatro segmentos que operam de forma sincronizada para gerar sinergia e oportunidades de cross-selling entre eles. Esses segmentos são: CPaaS-IoT, CPaaS-Geral, CPaaS-OTT e VoIP.
No segmento CPaaS-IoT, a companhia oferece conectividade móvel e abrange, por exemplo, o setor automotivo com serviços de telemetria e rastreamento e serviços para o setor financeiro, como PoS (Point of Sales) e caixas eletrônicos, dentre outros segmentos atendidos com essa tecnologia.
O segmento CPaaS-Geral oferece produtos e serviços de telefonia fixa, móvel, dados e internet das coisas (IoT) por meio de pacotes whitelabel. Os clientes incluem provedores de serviços de Internet, integradores de serviço e redes de varejo.
Através do CPaaS-OTT (Over The Top), a companhia disponibiliza serviços de conectividade que permitem, por exemplo, que as OTTs autentiquem seus usuários. Nesse segmento, empresas como Uber, 99 e Google utilizam de forma indireta os serviços da Datora por meio de seus fornecedores globais.
Com relação ao VoIP (Voz sobre Protocolo de Internet), a companhia oferece serviços como antifraude e billing para operadoras nacionais e internacionais.

## Avanços no mercado IoT e M2M

### Primeiro CORE de rede de telecomunicações 100% virtualizado
Em 2017, a companhia instalou o primeiro núcleo central (CORE) de rede de telecomunicações 100% virtualizado do Brasil, tornando possível minimizar a necessidade de espaços físicos ou a execução de projetos demorados para a integração de novas tecnologias.  No mesmo período, foi lançada uma plataforma de gestão que conferiu aos clientes autonomia na administração de seus próprios equipamentos, eliminando a necessidade de intervenção direta da empresa.

### Cobertura IoT nacional
No final de 2021, a companhia estabeleceu um acordo de roaming com a Oi, expandindo sua parceria para incluir todas as grandes operadoras nacionais. Isso permitiu oferecer serviços em 99,9% das cidades brasileiras e possibilitou que dispositivos gerenciados transitassem por áreas sem cobertura da operadora original, sem sofrer interrupção no sinal.

### Marketplace de IoT
No primeiro trimestre de 2022, por meio da Arqia, o Grupo Datora lançou seu marketplace de IoT, que foi reconhecido como pioneiro no cenário nacional desse segmento.

### Rede NB-IoT
No primeiro semestre de 2023, a empresa expandiu seu portfólio de conectividade com a tecnologia NB-IoT, abrangendo todas as capitais do país, além de milhares de outras cidades. Essa rede passou a oferecer soluções de conectividade de baixo consumo de energia, utilizando dispositivos com vida útil da bateria prolongada, excedendo os dez anos. Essa realização não era viável com produtos baseados em tecnologias 2G, 3G ou 4G.

## Conectividade IoT no agronegócio
Em meados de 2020, o grupo Datora, por meio da Arqia, concentrou-se na melhoria da infraestrutura de conectividade em áreas remotas, com o objetivo de fornecer soluções para o setor do agronegócio. Isso incluiu implantação de  estações rádio base em regiões remotas, e o desenvolvimento de uma plataforma tecnológica agnóstica para gerenciar dados coletados e transmitidos em tempo real através de várias redes de transmissão disponíveis.
Um dos primeiros projetos a beneficiar-se dessa expansão da rede surgiu a partir de uma parceria estabelecida em 2021 com a empresa italiana AgriDecision. Nesse acordo, sensores foram implantados para monitorar variáveis como umidade do solo e irrigação, incorporando tecnologias que visavam a redução dos custos.
No ano seguinte, esse mesmo modelo de projeto foi replicado em plantações de soja, milho e feijão na região do Mato Grosso, como resultado de uma colaboração entre o Grupo Datora e o projeto IoT Campo Conectado, coordenado pela PUC-Rio.

## Projeto social de distribuição de internet
Desde 2020, o Grupo Datora tem mantido o Instituto Escola Conectada, uma iniciativa que estabeleceu uma ponte entre provedores de internet e escolas públicas do Brasil, com o objetivo de distribuir internet de alta velocidade para todas as instituições públicas de ensino de forma gratuita.
A primeira a participar do projeto foi a Escola Municipal Prudente de Moraes, localizada em Miracema, no noroeste do estado do Rio de Janeiro, em parceria com o provedor de Internet Sumicity. Três anos após a sua fundação, o projeto já havia contemplado dezenas de escolas distribuídas em 14 municípios de diferentes regiões do país, tendo também centenas de outras em processo de conexão.

## Prêmios e reconhecimentos
Em 2022, o grupo foi reconhecido como destaque do ano entre as empresas prestadoras de serviços de grande, médio e pequeno porte, conforme os dados econômico-financeiros analisados pelo Anuário Informática Hoje. Na mesma publicação, a Datora ocupou a 170ª posição no ranking das maiores empresas atuantes nos diversos ramos das telecomunicações. Essa lista elencou empresas atuantes em segmentos que vão desde a prestação de serviços até fabricantes de hardwares e softwares, entre outros.
Também em 2022, a Datora foi apontada pelo Anuário Telecom como líder do ranking nacional de rentabilidade no setor de telecomunicações.
Um levantamento realizado pelo Teleco,  um dos maiores portais de informações do setor de telecomunicações do Brasil, indicou que, no primeiro trimestre de 2023, a Datora liderou o ranking quantitativo de celulares de MVNO e terminais de dados M2M em operação no mercado nacional. A lista desconsiderou os celulares de MVNOs credenciados pela Vivo e Claro.
Em 2023, a empresa recebeu o Troféu de Conectividade em Redes Privativas pelo projeto 'IoT Campo Conectado', realizado em parceria com a PUC-Rio. A premiação foi concedida pela Agência Nacional de Telecomunicações (Anatel) e a Agência Brasileira de Desenvolvimento Industrial (ABDI).